# Main-Taunus-Schule
Die Main-Taunus-Schule ist ein Gymnasium in Hofheim am Taunus.

## Geschichte
Das Gymnasium wurde 1956 als erste höhere Schule im Main-Taunus-Kreis gegründet. Vorher mussten Schüler des Kreises nach Frankfurt am Main, Wiesbaden, Mainz oder Rüsselsheim pendeln. Nach wenigen Jahren hatte die Schule schon 2500 Schüler, weshalb neben dem Hauptgebäude auch in Dependancen unterrichtet wurden. Eine Dependance in Bad Soden am Taunus entwickelte sich zum zweiten Gymnasium im Main-Taunus-Kreis, der heute in Schwalbach am Taunus angesiedelten Albert-Einstein-Schule. 1974 wurde die Main-Taunus-Schule zur Gymnasialen Oberstufe. Seit 1987 werden wieder Schüler ab Jahrgangsstufe 5 unterrichtet.
In der Main-Taunus-Schule kommt der Förderung sportlicher Talente ein besonderer Stellenwert zu, weshalb der Schule vom hessischen Kultusministerium das Prädikat „Partnerschule des Leistungssports“ verliehen wurde.
Bei Jugend trainiert für Olympia erreichte das Jungen-Volleyball-Team 2012 den 1. und 2013 den 2. Platz deutschlandweit.
Sechs Schüler des Gymnasiums nahmen 2013 an der Schulweltmeisterschaft im Beachvolleyball teil.

## Comenius-Projekt
Seit 1998 ist die Main-Taunus-Schule an Comenius-Projekten sowie dem Nachfolgeprojekt Erasmus+ Schule beteiligt. Im August 2012 wurde in der Schule das Projekt „Nachhaltige Mobilität: Betrachtungen der heutigen Situation, Aufgaben für die Zukunft“ gestartet.

## MINT-Schule
Seit 2006 ist die Schule durch MINT-EC zertifiziert. Ausschlaggebend dafür war das überdurchschnittliche Niveau des mathematisch-naturwissenschaftlichen Unterrichts. Die Schule tritt immer wieder mit beachteten naturwissenschaftlichen Forschungsprojekten hervor, etwas einem Forschungsprojekt zur Energieeffizienz von LED-Röhren. 2010 erhielt die Main-Taunus-Schule den MINT-Award.

## Bilingualer Zug
Seit 2006 verfügt die Schule über einen deutsch-englischen bilingualen Zug, in dessen Rahmen die Sachfächer Erdkunde, Biologie, Geschichte, sowie Politik und Wirtschaft auf Englisch unterrichtet werden. Die Schule will damit „einen zukunftsorientierten Schwerpunkt im Rahmen des Fremdsprachenunterrichts“ setzen.  Die Schüler für den bilingualen Unterricht ermittelt die Schule am Ende der sechsten Jahrgangsstufe im Rahmen eines speziellen Verfahrens der Beratung, in dem eine entsprechende Auswahl erfolgt. Die Schüler des bilingualen Zugs erhalten mit dem Abiturzeugnis ein Zertifikat der Schule und können ein Cambridge Certificate in Advanced English erwerben.

## Bekannte ehemalige Schüler
- Armin Klein (1951–2023), Kulturwissenschaftler
- Oskar Mahler (* 1952), Künstler und Schauspieler
- Georg Unland (* 1953), Maschinenbauingenieur und Politiker
- Susanne Czech-Winkelmann (* 1954), Ökonomin
- Michael Sturm-Berger (* 1958), Prähistoriker und Religionswissenschaftler
- Marco Sagurna (* 1961), Autor und Journalist
- Bernd Blisch (* 1962), Bürgermeister der Stadt Flörsheim seit November 2018
- Katharina Sulzbach (* 1963), Juristin und Autorin
- Elena Geus (* 1964), Journalistin und Redakteurin
- Johan Heß (* 1977), Theaterregisseur
- Anna Lührmann (* 1983), Politikerin

## Bekannte ehemalige Lehrer
- Hartmut Holzapfel (1944–2022), Soziologe und Politiker
- Thilo Götze Regenbogen (1949–2015), Künstler und Kulturwissenschaftler

## Partnerschulen
- „GYMNASIO KOUTSELIOU“ Ioannina (Griechenland)
- „ZSO nr 1“ Pruszcz Gdański (Polen)
- „PAMUKOVA LISESI“ Sakarya (Türkei)
- „ISTITUTO DI ISTRUZIONE SUPERIORE `G. RUFFINI`“ Imperia (Italien)
- „ESCOLA PROFISSIONAL DE SANTO TIRSO“ Santo Tirso (Portugal)